# Willicaire de Vienne
Willicaire (Wilicarius), est archevêque de Vienne, en Dauphiné, au VIIIe siècle. Il est considéré comme un saint de l'Église catholique, localement.

## Biographie

### Archevêque de Vienne
Willicaire (Wilicarius, Wiliharius, parfois sous la forme Wilicaire, Vulchaire) est archevêque de Vienne vers les années 740,,. Il reçoit du pape Grégoire III (731-741), le Pallium.
Louis Duchesne rapporte que selon les écrits d'Adon de Vienne (799-875), il « transporta en
ville les reliques des saints Ferréol et Julien, leur basilique ayant été incendiée par les musulmans », vers 731-734.

« Wilicaire succéda au vénérable évêque de Vienne Austrebert. En raison des dommages causés par les Sarrasins, comme la très célèbre demeure des martyrs située outre-Rhône venait d’être incendiée, il fit transférer les ossements du bienheureux Ferréol avec la tête du martyr Julien intra muros, et il fit construire en hâte et à peu de frais une église : et c’est ici qu'il fit déposer avec révérence les reliques desdits martyrs. »

— Adon de Vienne (trad. Lucas, 2018)
« Blessé par les procédés de Charles Martel, se retira au monastère d'Agaune », il semble résigner sa charge au début des années 740 pour se retirer au monastère de Saint-Maurice d'Agaune, en Valais. Ulysse Chevalier, dans le Regeste dauphinois (1912), donne v. 552.
Après la Sede vacante du siège archiépiscopal, Pépin le Bref nomme Bertéric sur le siège de Vienne, en 767.

### Résiliation et fin de vie à Saint-Maurice d'Agaune
Chevalier relève qu'« il en devient abbé, puis évêque de Sion ».
En 765, il est, en effet, mentionné à Agaune comme « évêque Wilcarius, qui dirige la communauté ». La liste des abbés produite par Léon Dupont Lachenal le mentionne comme abbé de 760 à † 782, « Vulchaire, ancien Archevêque de Vienne sur le Rhône et Evêque de Mentana (Nomentum) près Rome, Abbé de St-Maurice et Evêque de Sion ».
Lors du concile d'Attigny, convoqué vers 762/765 par Pépin le Bref, il est présent et signe en tant qu'« évêque à l'abbaye de Saint-Maurice ». Louis Duchesne indique qu'il est mentionné à Agaune, en 771. Il ne doit pas être confondu avec l'abbé Willicaire dit d'Agaune, qui devient archevêque de Sens en 769.
Sa mort est placée à l'année 782.

### Articles externes
- Liste des évêques et archevêques de Vienne (France)
- Liste des saints du diocèse de Grenoble
- Abbaye territoriale de Saint-Maurice d'Agaune